# کوزه‌سانان

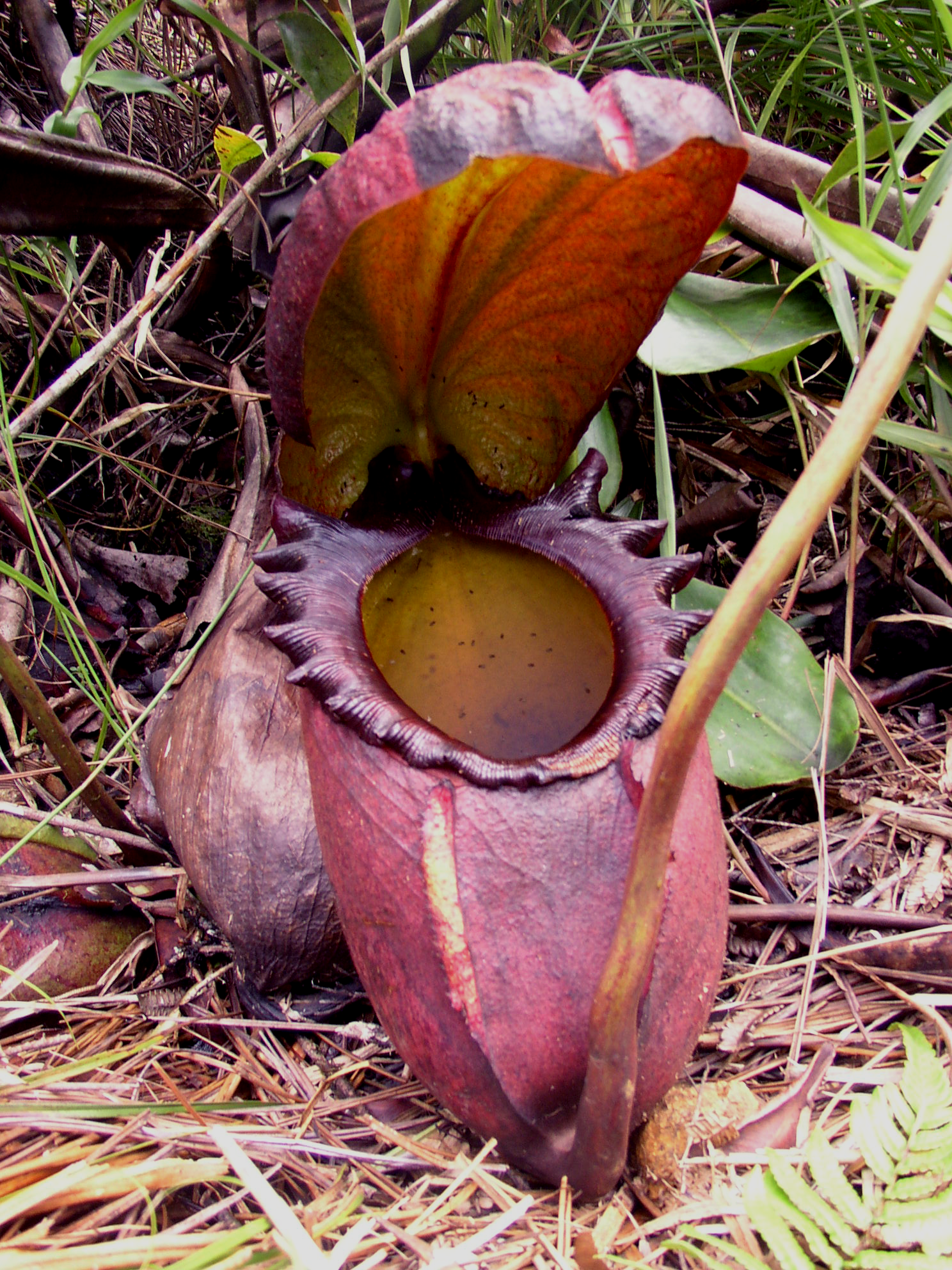
گیاه‌پارچ راجا

کوزه‌سانان (نام علمی: Nepenthales), (Bercht. & J.Presl) یک راسته از گیاهان گل‌دار گوشت‌خوار در سیستم طبقه‌بندی گیاهان کرونکوئست (Cronquist) است.

## سیستم کرونکوئست
این راسته در زیرکلاس دیلینیده (Dilleniidae) قرار گرفت که در نسخه ۱۹۸۱ این سیستم شامل:
- راسته کوزه‌سانان
  - خانواده ژاله‌پوشان
  - خانواده گیاه‌پارچ‌ها
  - خانواده شیپوری‌کوزگان

هر سه خانواده از خانواده گیاهان گوشت‌خوار هستند. ژاله‌پوشان شامل سه جنس موجود است: ژاله‌پوش، که حشرات را با قطرات چسبنده می‌گیرد، ونوس مگس‌خوار، که آنها را در برگ‌هایی با دندان‌های به‌هم پیوسته می‌گیرد، و چرخ‌آب‌ها. دو خانواده دیگر شامل گیاهان پارچ هستند که طعمه‌ها را غرق می‌کنند.

## سیستم ای‌پی‌جی چهارم
سیستم‌شناسان طبقه‌بندی گیاهان در حال حاضر سیستم ای‌پی‌جی چهارم (APG IV) در سال ۲۰۱۶ را نسبت به سیستم قدیمی‌تر کرونکوئست برای طبقه‌بندی گیاهان گل‌دار (Angiosperms) ترجیح می‌دهند. سیستم ای‌پی‌جی سوم (APG III) در سال ۲۰۰۹ دو خانواده اول را به راسته میخک‌سانان و آخرین خانواده را به راسته خلنگ‌سانان اختصاص داد.